# Чёрно-белая веерохвостка
Чёрно-белая веерохвостка (лат. Rhipidura leucophrys) — певчая птица из семейства веерохвосток (Rhipiduridae).

## Описание
У чёрно-белой веерохвостки длиной примерно 20 см блестящее чёрное оперение с белой нижней стороной и белыми бровями. у молодых птиц верхняя сторона не насыщенно чёрная, а скорее тёмно-серая, концы крыльев коричневатые. Его частью мелодично щебечущее, частью пропитанное ритмично-механическими звучащими элементами пение, можно услышать прежде всего ночью.

## Распространение
Область распространения чёрно-белой веерохвостки охватывает дальние части Австралии, Соломоновы острова, архипелаг Бисмарка, Молуккские острова и несколько областей Новой Гвинеи. Птица населяет различные жизненные пространства, такие как парки, сады, поля и леса. Однако она избегает очень густые леса. Предпочитает влажность области.

## Поведение
Птицы встречаются чаще в одиночку или парами. Вне сезона гнездования они объединяются в большие стаи, иногда объединяясь также с другими видами птиц. Питание состоит из мелких беспозвоночных, которых птица ищет на земле. При этом она необычно двигает туда-сюда развёрнутым веером хвостом. Птицу часто можно встретить вблизи пасущихся стад, где она ловит вспугиваемых скотом насекомых. Животные используются также в качестве засады, откуда птица на лету ловит насекомых.

## Размножение
Период инкубации в Австралии проходит в большинстве случаев между августом и февралём, однако в близких к экватору местах гнездования гнёзда с кладкой можно обнаружить в течение всего года. Чёрно-белая веерохвостка строит на ветвях, мачтах или крышах аккуратное гнездо в форме чаши из травы и паутины, набивая его изнутри волосами. Птица выщипывает их непосредственно из животных. Гнёзда часто используются повторно; старые гнезда служат стройматериалом для новых. Кладка состоит большей частью из 3 кремовых яиц с серыми или коричневыми пятнами, которые высиживают оба партнёра примерно 2 недели. Через 14 дней птенцы становятся самостоятельными. В сезон гнездования пары могут гнездиться до четырёх раз. Более старшие молодые птицы часто остаются так долго в непосредственной близости родителей, пока не вылупится следующий выводок; тогда они прогоняются взрослыми птицами из гнездового участка.

## Культурное влияние
Чёрно-белая веерохвостка часто упоминается в мифологии коренных народов континента. Одни племена, живущие на юго-востоке Австралии, считают эту птицу предвестницей несчастий, так как, по их мнению, она может подслушать секреты, а после рассказать их другим племенам, чтобы поссорить. Заметив её у лагеря, все члены племени не отваживаются разговаривать до тех пор, пока она не улетит. Другие же считают, что она может общаться с душами мёртвых, и если кто-то плохо отзывается об умершем, то она передаст всё духу и он будет преследовать обидчика.  Птицу так высоко почитают из-за того, что она первая из живых созданий разговаривала с Разумом в самом начале творения мира. Чёрно-белую веерохвостку также считают самой умной из всех животных. Одна легенда жителей острова Бугенвиль гласит о том, что разные виды птиц решили проверить, кто же из них взлетит выше всех. В состязании победила веерохвостка, уцепившсь за спину орла. Однако аборигены Арнем-Ленда считают это всё пустыми россказнями и враньём.
Чёрно-белая веерохвостка также популярна в австралийской детской литературе, например, в книгах Дот и кенгуру и Блинки Билл (обе книги экранизированы).